# 瓊·凱爾
瓊·卢埃林·凱爾（英語：Jon Llewellyn Kyl，1942年4月25日—）是共和黨籍的美国政治家，曾兩度擔任亞利桑那州聯邦參議員。

## 背景
凱爾生於內布拉斯加州的奧克蘭市（Oakland），父親是曾經擔任愛荷華州眾議員的約翰·凱爾。凱爾在1964年從亞利桑那州大學取得了榮譽學士學位，他在大學裡也是Pi Kappa Alpha兄弟會的成員。他接著在亞利桑那州的法學院取得了法學博士學位，並且在Arizona Law Review雜誌擔任總編輯。在踏入政界前，凱爾也曾在鳳凰城從事律師和遊說者的職業。凱爾與卡萊爾·柯林結婚，並育有兩名子女——克里斯丁和約翰，他目前已經有四名孫子女了。

## 政治生涯
凱爾在1987年至1995年之間擔任眾議員。他接著在1994年選舉中輕易的擊敗民主黨候選人Sam Coppersmith，當選亞利桑那州參議員。
凱爾在2000年的選舉中沒有遇上任何主要對手，輕易的重新當選。凱爾被視為是共和黨內堅定的保守派。
凱爾是參議院裡司法委員會（Judiciary Committee）的成員，他同時也擔任參議院裡恐怖主義、科技、和國家安全小組委員會（Subcommittee on Terrorism, Technology and Homeland Security）的成員。他也是財政委員會（Finance Committee）的成員，在那裡他擔任稅制和稅務局監督小組委員會的主席。
身為參議院裡共和黨政策委員會（Republican Policy Committee）的主席，凱爾是參議院裡共和黨的主要領導人之一。
在2006年4月，凱爾被時代雜誌選為「美國最好的10位參議員」之一，指出他在參議院的共和黨政策委員會幕後的運籌帷幄相當的成功。
2011年，凱爾宣佈將會在參議員餘下任期屆滿後退休。
2018年9月5日，由州長道格·杜瑟任命，再度成為參議員以填補約翰·麥凱恩去世的空缺至2020年特別選舉。

## 線上賭博禁令
在2006年9月，在與前國會議員Jim Leach的合作下，凱爾成為發起2006年非法線上賭博禁止法（Unlawful Internet Gambling Enforcement Act）的主要國會議員。這個法案在2006年期中選舉前夕被國會通過，這個法案並沒有經過任何國會委員會的辯論程序便被通過了。

## 2006年連任選舉
在2006年11月7日的期中選舉裡，凱爾擊敗了民主黨提名的地產開發商Jim Pederson，當選參議員連任。
這場選舉是亞利桑那州史上競爭最激烈的選舉之一。直到5月7日，凱爾取得了超過900萬美元的私人捐款以及其他許多大型的捐款。Pederson則在前總統比爾·柯林頓協助下取得500萬美元捐款，並自行募集其餘的200萬美元捐款。
選戰的主要議題之一是非法移民問題。在擔任參議員期間，凱爾發起一項移民法案，給予非法移民最多五年的時間滯留美國，在這五年間他們可以申請永久居留權或是工作簽證。然而這項法案被凱爾的同州同僚約翰·麥凱恩所反對，Pederson於是試著以這個議題來分化亞利桑那州的共和黨選民。兩人也爭相批評對方在1986年曾支持一項對非法移民的特赦案，雖然兩人都否認曾經支持這個法案。
在參議院於2007年1月3日展開新會期後，凱爾也多了一項職務—擔任參議院裡共和黨協商會（Republican Conference）的主席，使他成為參議院裡名列第三的共和黨重要人物。

## 外部連結
- 參議員瓊·凱爾官方網站
- 瓊·凱爾2006年的競選網站 （页面存档备份，存于）
- 瓊·凱爾的參議院投票紀錄 （页面存档备份，存于）

| 前任： Eldon D. Rudd      | 美國亞利桑那州眾議員（第4選區） 1987年－1995年 | 繼任： John B. Shadegg |
| 前任者： Dennis DeConcini | 美國亞利桑那州（第1類）參議員 1995年－2013年   | 繼任者： 傑夫·佛雷克   |